# Мірандес (футбольний клуб)
«Мірандес» (ісп. Mirandés) — професійний іспанський футбольний клуб з міста Міранда-де-Ебро. Виступає в іспанській Сегунді. Домашні матчі проводить на стадіоні «Андува», який вміщує 5 759 глядачів.

## Історія
Походження сучасного футбольного клубу «Мірандес» пов'язане з декількома іншими командами, що з'явилися на початку ХХ століття: «El Deportivo Mirandés» (1917), «Sporting Club Mirandés» (1919), «Deportivo SC» (1919) and «Miranda Unión Club» (1922).

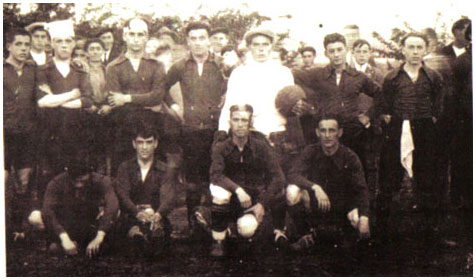
Найперший склад ФК «Мірандес»

Теперішній клуб «Мірандес» було утворено 3 травня 1927 року, а вже 4 червня, на фестивалі «Сан Хуан дель Монте», команда провела свій перший матч, в якому перемогла з рахунком 1-0. Першим президентом клубу став Артуро Ґарсіа дель Ріо, а стартовий капітал склав 666 акцій по 15 песет кожна.
З 1944 по 1977 рік, за винятком трьох сезонів, проведених у регіональній лізі, «Мірандес» змагався у Терсері. Дебют у Терсері відбуся 24 вересня 1944 року у матчі проти «Васконії» з Сан-Себастьяну, який завершився з нічийним результатом 2-2. Одним з найкращих сезонів «Мірандеса» за ці роки став сезон 1957-58, коли команда, за президентства Андреса Еспаларґаса та під головуванням Хуана Малона, зайняв друге місце у Терсері. У 1977 році команда потрапила до новоствореного Сегунда Дивізіон Б, провівши там наступні п'ять сезонів, двічі невдало виступаючи в плей-оф на підвищення у класі.
У 1986 році футбольний клуб «Мірандес» став співзасновником регіональної Футбольної федерації Ла-Ріохи. Через три роки команда завоювала свій перший офіційний трофей, вигравши першість в четвертому дивізіоні під керівництвом 23-річного Хуана Мігеля Лільо. В наступні роки клуб коливався між третім та четвертим дивізіонами Іспанії, два сезони провівши в регіональних лігах.
В сезоні 2008-09 «Мірандес» повернувся до третього дивізіону. Наступні два сезони клуб завершував у верхній частині турнірної таблиці, втративши можливість підвищитися у класі у плей-оф. За підсумками сезону 2011-12 клуб потрапив до Сегунди. Проте досить невдалому сезоні 2011-12 команді з Міранди-де-Ебро вдалося досягти певних успіхів, пробившись до півфіналу Кубка Іспанії, де вони у двох іграх поступилися «Атлетіку» з Більбао з рахунком 1-2 і 2-6. «Мірандес» став другим, після «Фігераса» в сезоні 2001-02, представником третього дивізіону, якому вдалося досягти цієї стадії Кубку Короля.
За підсумками сезону 2016-17, після п'яти років проведених у Сегунді, «Мірандес» понизився у класі. Сезон 2018-19 клуб завершив на 3 сходинці Групи 2 дивізіону Сегунда Б. Перемігши в плей-оф «Атлетіко Балеарес» команда знов підвищилась до Сегунди.
5 лютого 2020 року «Мірандес» переміг «Вільярреал» і вдруге в історії пробився до півфіналу Кубка Іспанії. На шляху до півфіналу також були переможені «Сельта» та «Севілья». У півфіналі команда у двох матчах проти «Реал Сосьєдада» поступилася з рахунками 1-2 і 0-1.